# Jean-Julien Rojer
Jean-Julien Rojer, né le 25 août 1981 à Willemstad, est un joueur de tennis néerlandais, professionnel depuis 2003.
Il a d'abord représenté les Antilles néerlandaises puis Curaçao (après la dissolution des Antilles néerlandaises en 2010), avant de prendre la nationalité néerlandaise en février 2012 lorsqu'il joue avec l'équipe des Pays-Bas de Coupe Davis lors de la rencontre du groupe continental contre la Finlande.
Il a gagné trente-sept titres en double dont trois titres du Grand Chelem : Wimbledon en 2015, l'US Open en 2017 et Roland-Garros en 2022 ainsi que le Masters 2015. Ses bons résultats avec Horia Tecău lui permettent de terminer la saison 2015 en tant que meilleure équipe. 
Il a également remporté un titre du Grand Chelem en mixte à Roland-Garros en 2014.
Il devient à l'issue de sa victoire en double messieurs à Roland Garros en 2022, le joueur le plus âgé à remporter un tournoi du Grand Chelem à l'âge de 40 ans et 9 mois.

## Carrière
Jean-Julien Rojer joue en Coupe Davis pour l'équipe des Antilles néerlandaises dès 1998 (et ce jusqu'en 2007). Il a remporté 14 tournois Future en simple entre 2002 et 2005 et 9 en double. Il a aussi remporté 11 tournois Challenger en double. Son meilleur classement en simple est une 218e place mondiale en 2005, année durant laquelle il atteint la finale de tournoi de Bogota.
Spécialiste du double depuis 2006, il s'associe au Suédois Johan Brunström entre mi-2008 et fin 2010 avec qui il participe à 5 finales ATP sans en remporter aucune. Il fait ensuite équipe avec l'Américain Eric Butorac, avec lequel il remporte 5 tournois et atteint les demi-finales à l'Open d'Australie. Ils se séparent en 2012 et Rojer s'associe pendant deux saisons au Pakistanais Aisam-Ul-Haq Qureshi, ancien no 8 mondial tout juste séparé de l'Indien Rohan Bopanna. Ensemble, ils vont en demi-finales à Roland-Garros et à l'US Open et remportent quatre tournois dont le Masters de Miami en 2013. Depuis 2014, il fait équipe avec le Roumain Horia Tecău. Avec 8 titres remportés en 2014, ils sont la deuxième équipe de double la plus prolifique après les frères Bryan. En 2015, ils remportent le tournoi de Wimbledon et le Masters.
En février 2012, Jean-Julien Rojer prend la nationalité néerlandaise et représente les Pays-Bas en Coupe Davis ainsi qu'aux Jeux olympiques.
En 2014, il remporte Roland-Garros en double mixte aux côtés de l'Allemande Anna-Lena Grönefeld.

## Parcours dans les tournois duGrand Chelem

### En simple
N'a jamais participé à un tableau final.

### En double messieurs
| 2009 | —                                                                                         | —                                                                                         | 2e tour (1/16) J. Brunström \|\| style="text-align:left;" \| M. Bhupathi M. Knowles       | 2e tour (1/16) J. Brunström \|\| style="text-align:left;" \| Bob Bryan Mike Bryan         | 1er tour (1/32) J. Brunström \|\| style="text-align:left;" \| Jesse Levine R. Sweeting |
| 2010 | 1/8 de finale J. Brunström \|\| style="text-align:left;" \| A. Clément J. Erlich          | 1er tour (1/32) J. Brunström \|\| style="text-align:left;" \| L. Dlouhý Leander Paes      | 1er tour (1/32) J. Brunström \|\| style="text-align:left;" \| M. Granollers T. Robredo    | 1er tour (1/32) Eric Butorac \|\| style="text-align:left;" \| D. Nestor N. Zimonjić       |                                                                                        |
| 2011 | 1/2 finale Eric Butorac \|\| style="text-align:left;" \| Bob Bryan Mike Bryan             | 1er tour (1/32) Eric Butorac \|\| style="text-align:left;" \| S. Aspelin Paul Hanley      | 2e tour (1/16) Eric Butorac \|\| style="text-align:left;" \| A. Fisher S. Huss            | 2e tour (1/16) Eric Butorac \|\| style="text-align:left;" \| S. Stakhovsky M. Youzhny     |                                                                                        |
| 2012 | 1/8 de finale A.-U.-H. Qureshi \|\| style="text-align:left;" \| Eric Butorac Bruno Soares | 1/2 finale A.-U.-H. Qureshi \|\| style="text-align:left;" \| Bob Bryan Mike Bryan         | 1/8 de finale A.-U.-H. Qureshi \|\| style="text-align:left;" \| J. Marray F. Nielsen      | 1/2 finale A.-U.-H. Qureshi \|\| style="text-align:left;" \| Bob Bryan Mike Bryan         |                                                                                        |
| 2013 | 1/8 de finale A.-U.-H. Qureshi \|\| style="text-align:left;" \| T. Bellucci B. Paire      | 1/8 de finale A.-U.-H. Qureshi \|\| style="text-align:left;" \| P. Cuevas H. Zeballos     | 1/8 de finale A.-U.-H. Qureshi \|\| style="text-align:left;" \| J. Benneteau N. Zimonjić  | 1/4 de finale A.-U.-H. Qureshi \|\| style="text-align:left;" \| Leander Paes R. Štěpánek  |                                                                                        |
| 2014 | 2e tour (1/16) Horia Tecău \|\| style="text-align:left;" \| Y. Bhambri M. Venus           | 1/8 de finale Horia Tecău \|\| style="text-align:left;" \| D. Nestor N. Zimonjić          | 1/8 de finale Horia Tecău \|\| style="text-align:left;" \| Leander Paes R. Štěpánek       | 1/8 de finale Horia Tecău \|\| style="text-align:left;" \| D. Marrero F. Verdasco         |                                                                                        |
| 2015 | 1/2 finale Horia Tecău \|\| style="text-align:left;" \| S. Bolelli F. Fognini             | 1/2 finale Horia Tecău \|\| style="text-align:left;" \| Ivan Dodig M. Melo                | Victoire Horia Tecău                                                                      | Jamie Murray John Peers                                                                   | 1/4 de finale Horia Tecău \|\| style="text-align:left;" \| P.-H. Herbert N. Mahut      |
| 2016 | 1/4 de finale Horia Tecău \|\| style="text-align:left;" \| A. Mannarino Lucas Pouille     | 2e tour (1/16) Horia Tecău \|\| style="text-align:left;" \| P. Cuevas M. Granollers       | 1er tour (1/32) Horia Tecău \|\| style="text-align:left;" \| J. Marray A. Shamasdin       | 1/8 de finale Horia Tecău \|\| style="text-align:left;" \| R. Lindstedt A.-U.-H. Qureshi  |                                                                                        |
| 2017 | 1/8 de finale Horia Tecău \|\| style="text-align:left;" \| Marc Polmans A. Whittington    | 1/8 de finale Horia Tecău \|\| style="text-align:left;" \| Ivan Dodig M. Granollers       | 1er tour (1/32) Horia Tecău \|\| style="text-align:left;" \| T. Kokkinakis J. Thompson    | Victoire Horia Tecău                                                                      | F. López Marc López                                                                    |
| 2018 | 2e tour (1/16) Horia Tecău \|\| style="text-align:left;" \| Sam Groth L. Hewitt           | 1er tour (1/32) A.-U.-H. Qureshi \|\| style="text-align:left;" \| E. Donskoy Reyes-Varela | 2e tour (1/16) A.-U.-H. Qureshi \|\| style="text-align:left;" \| Ken Skupski Neal Skupski | 2e tour (1/16) Horia Tecău \|\| style="text-align:left;" \| Radu Albot Malek Jaziri       |                                                                                        |
| 2019 | 1er tour (1/32) Horia Tecău \|\| style="text-align:left;" \| M. Arévalo J. Cerretani      | 1/4 de finale Horia Tecău \|\| style="text-align:left;" \| Guido Pella D. Schwartzman     | 1/4 de finale Horia Tecău \|\| style="text-align:left;" \| J. S. Cabal Robert Farah       | 1er tour (1/32) Horia Tecău \|\| style="text-align:left;" \| Jérémy Chardy Fabrice Martin |                                                                                        |
| 2020 | 2e tour (1/16) Horia Tecău \|\| style="text-align:left;" \| Max Purcell Luke Saville      | 1/8 de finale Horia Tecău \|\| style="text-align:left;" \| Mate Pavić Bruno Soares        | Annulé                                                                                    | Annulé                                                                                    | 1/2 finale Horia Tecău \|\| style="text-align:left;" \| Mate Pavić Bruno Soares        |
| 2021 | —                                                                                         | —                                                                                         | 1/8 de finale W. Koolhof \|\| style="text-align:left;" \| A. Bublik A. Golubev            | 1er tour (1/32) W. Koolhof \|\| style="text-align:left;" \| L. Glasspool H. Heliövaara    | 1/8 de finale W. Koolhof \|\| style="text-align:left;" \| John Peers Filip Polášek     |
| 2022 | 1er tour (1/32) M. Arévalo \|\| style="text-align:left;" \| Robin Haase van de Zandschulp | Victoire M. Arévalo                                                                       | Ivan Dodig A. Krajicek                                                                    | 1er tour (1/32) M. Arévalo \|\| style="text-align:left;" \| Denis Kudla Jack Sock         | 1/2 finale M. Arévalo \|\| style="text-align:left;" \| W. Koolhof N. Skupski           |
| 2023 | 1/4 de finale M. Arévalo \|\| style="text-align:left;" \| J. Chardy F. Martin             | 1/4 de finale M. Arévalo \|\| style="text-align:left;" \| M. Middelkoop Andreas Mies      | 2e tour (1/16) M. Arévalo \|\| style="text-align:left;" \| N. Lammons J. Withrow          | 1/8 de finale M. Arévalo \|\| style="text-align:left;" \| R. Galloway A. Olivetti         |                                                                                        |
| 2024 | 1/8 de finale L. Glasspool \|\| style="text-align:left;" \| Hugo Nys J. Zieliński         | 1er tour (1/32) L. Glasspool \|\| style="text-align:left;" \| M. González A. Molteni      | 1/8 de finale L. Glasspool \|\| style="text-align:left;" \| C. Frantzen H. Jebens         | 2e tour (1/16) A. Krajicek \|\| style="text-align:left;" \| Y. Bhambri A. Olivetti        |                                                                                        |

N.B. : le nom du partenaire se trouve sous le résultat ; les noms des ultimes adversaires se trouvent à droite.

### En double mixte
| Année | Open d'Australie                                                                  | Open d'Australie                                                                         | Internationaux de France                                                              | Internationaux de France                                                           | Wimbledon                                                                       | Wimbledon                  | US Open                         | US Open                    |
| ----- | --------------------------------------------------------------------------------- | ---------------------------------------------------------------------------------------- | ------------------------------------------------------------------------------------- | ---------------------------------------------------------------------------------- | ------------------------------------------------------------------------------- | -------------------------- | ------------------------------- | -------------------------- |
| 2009  | —                                                                                 | —                                                                                        | —                                                                                     | —                                                                                  | 2e tour (1/16) G. Voskoboeva                                                    | Hsieh Su-wei Kevin Ullyett | —                               | —                          |
| 2010  | —                                                                                 | —                                                                                        | —                                                                                     | —                                                                                  | 1er tour (1/32) A. Pavlyuchenkova                                               | V. Dushevina D. Toursounov | —                               | —                          |
| 2011  | —                                                                                 | —                                                                                        | 1er tour (1/16) A. Kudryavtseva                                                       | Anabel Medina Marc López                                                           | 1er tour (1/32) A. Spears                                                       | A. Petkovic F. López       | 2e tour (1/8) N. Grandin        | O. Govortsova M. Matkowski |
| 2012  | 1er tour (1/16) N. Grandin                                                        | Sania Mirza M. Bhupathi                                                                  | —                                                                                     | —                                                                                  | 1er tour (1/32) K. Jans                                                         | A. Klepač J. Brunström     | 1/4 de finale An. Rodionova     | E. Makarova Bruno Soares   |
| 2013  | 1er tour (1/16) An. Rodionova                                                     | Nadia Petrova M. Bhupathi                                                                | 2e tour (1/8) D. Hantuchová                                                           | L. Hradecká F. Čermák                                                              | 1/2 finale V. Dushevina                                                         | Lisa Raymond Bruno Soares  | 2e tour (1/8) L. Raymond        | Chan Hao-ching M. Emmrich  |
| 2014  | 1er tour (1/16) V. Dushevina                                                      | A.-L. Grönefeld A. Peya                                                                  | Victoire A.-L. Grönefeld                                                              | Julia Görges N. Zimonjić                                                           | —                                                                               | —                          | 1er tour (1/16) A.-L. Grönefeld | Cara Black Leander Paes    |
| 2015  | 1er tour (1/16) A.-L. Grönefeld                                                   | Chang Kai-chen Zhang Ze                                                                  | 2e tour (1/8) A.-L. Grönefeld                                                         | Chan Yung-jan John Peers                                                           | 2e tour (1/16) A.-L. Grönefeld                                                  | An. Rodionova Artem Sitak  | —                               | —                          |
| 2016  | 2e tour (1/8) S. Stephens                                                         | M. Hingis Leander Paes                                                                   | 1er tour (1/16) O. Kalashnikova                                                       | A. Klepač T. C. Huey                                                               | 2e tour (1/16) Kiki Bertens                                                     | J. Ostapenko Oliver Marach | 1er tour (1/16) R. Atawo        | M. Krajicek D. Inglot      |
| 2017  | 2e tour (1/8) Darija Jurak                                                        | S. Stosur Sam Groth                                                                      | 2e tour (1/8) Chan Hao-ching                                                          | C. Dellacqua Rajeev Ram                                                            | 2e tour (1/16) Chan Hao-ching                                                   | Ana Konjuh Nikola Mektić   | —                               | —                          |
| 2018  | 2e tour (1/8) Demi Schuurs                                                        | G. Dabrowski Mate Pavić                                                                  | 2e tour (1/8) Andreja Klepač                                                          | K. Srebotnik S. González                                                           | 1/4 de finale Demi Schuurs                                                      | V. Azarenka Jamie Murray   | —                               | —                          |
| 2019  | 2e tour (1/8) Chan Hao-ching                                                      | G. Dabrowski Mate Pavić                                                                  | 1er tour (1/32) D. Schuurs \|\| style="text-align:left;" \| A. Hesse B. Bonzi         | 2e tour (1/16) D. Schuurs \|\| style="text-align:left;" \| Zheng Saisai J. Vliegen | —                                                                               | —                          |                                 |                            |
| 2020  | 2e tour (1/8) S. Stosur \|\| style="text-align:left;" \| Astra Sharma J.-P. Smith | Annulé                                                                                   | Annulé                                                                                | Annulé                                                                             | Annulé                                                                          | Annulé                     | Annulé                          |                            |
| 2021  | —                                                                                 | —                                                                                        | —                                                                                     | —                                                                                  | 1/4 de finale A. Klepač \|\| style="text-align:left;" \| D. Krawczyk N. Skupski | —                          | —                               |                            |
| 2022  | —                                                                                 | —                                                                                        | 1er tour (1/16) A. Guarachi \|\| style="text-align:left;" \| E. Shibahara W. Koolhof  | 2e tour (1/8) E. Shibahara \|\| style="text-align:left;" \| S. Stosur M. Ebden     | —                                                                               | —                          |                                 |                            |
| 2023  | 1er tour (1/16) A. Rosolska \|\| style="text-align:left;" \| M. Inglis J. Kubler  | 1er tour (1/16) Demi Schuurs \|\| style="text-align:left;" \| B. Mattek-Sands Mate Pavić | 2e tour (1/8) E. Shibahara \|\| style="text-align:left;" \| A. Sutjiadi M. Middelkoop | 1/4 de finale E. Perez \|\| style="text-align:left;" \| J. Pegula A. Krajicek      |                                                                                 |                            |                                 |                            |
| 2024  | 2e tour (1/8) E. Perez \|\| style="text-align:left;" \| H. Watson J. Salisbury    |                                                                                          |                                                                                       |                                                                                    |                                                                                 |                            |                                 |                            |

N.B. : le nom de la partenaire se trouve sous le résultat ; les noms des ultimes adversaires se trouvent à droite.

## Participation auMasters

### En double
| Année | Ville   | Surface    | Partenaire           | Résultats | Résultat final    |
| ----- | ------- | ---------- | -------------------- | --------- | ----------------- |
| 2012  | Londres | Dur (int.) | Aisam-Ul-Haq Qureshi | 0v, 3d    | Éliminé en poules |
| 2013  | Londres | Dur (int.) | Aisam-Ul-Haq Qureshi | 0v, 3d    | Éliminé en poules |
| 2014  | Londres | Dur (int.) | Horia Tecău          | 0v, 3d    | Éliminé en poules |
| 2015  | Londres | Dur (int.) | Horia Tecău          | 5v, 0d    | Vainqueur         |
| 2017  | Londres | Dur (int.) | Horia Tecău          | 0v, 3d    | Éliminé en poules |
| 2019  | Londres | Dur (int.) | Horia Tecău          | 1v, 2d    | Éliminé en poules |
| 2022  | Turin   | Dur (int.) | Marcelo Arévalo      | 1v, 2d    | Éliminé en poules |

## Classements ATP en fin de saison
| Année          | 2000 | 2001 | 2002 | 2003 | 2004 | 2005 | 2006 | 2007 | 2008 | 2009 | 2010 | 2011 | 2012 | 2013 | 2014 | 2015 | 2016 | 2017 | 2018 | 2019 | 2020 | 2021 | 2022 | 2023 |
| Rang en simple | 1247 | –    | 586  | 289  | 284  | 247  | 306  | 641  | 1403 | –    | –    | –    | –    | 1145 | –    | –    | –    | –    | –    | –    | –    | –    | –    | –    |
| Rang en double | 919  | –    | 1181 | 261  | 241  | 251  | 175  | 187  | 84   | 43   | 41   | 20   | 13   | 15   | 16   | 3    | 27   | 7    | 19   | 20   | 25   | 38   | 6    | 18   |

Source : (en) Classements de Jean-Julien Rojer sur le site officiel de la Fédération internationale de tennis